# タンブラー・スナッパー作戦

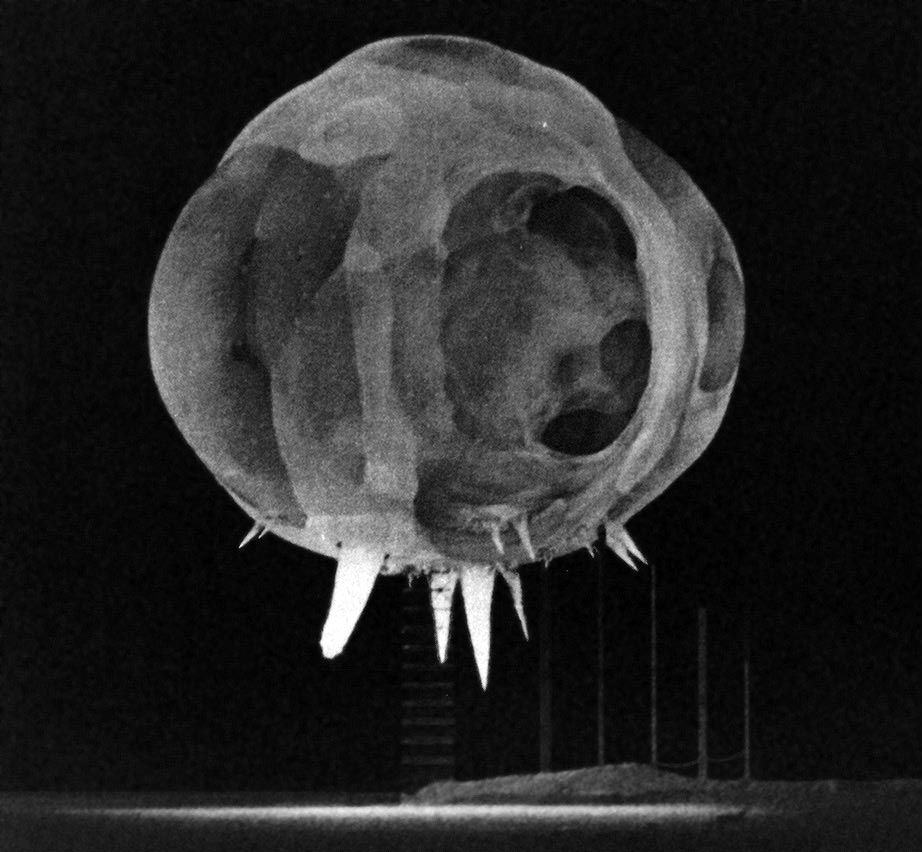
タンブラー・スナッパー作戦の核爆発で生じた火球

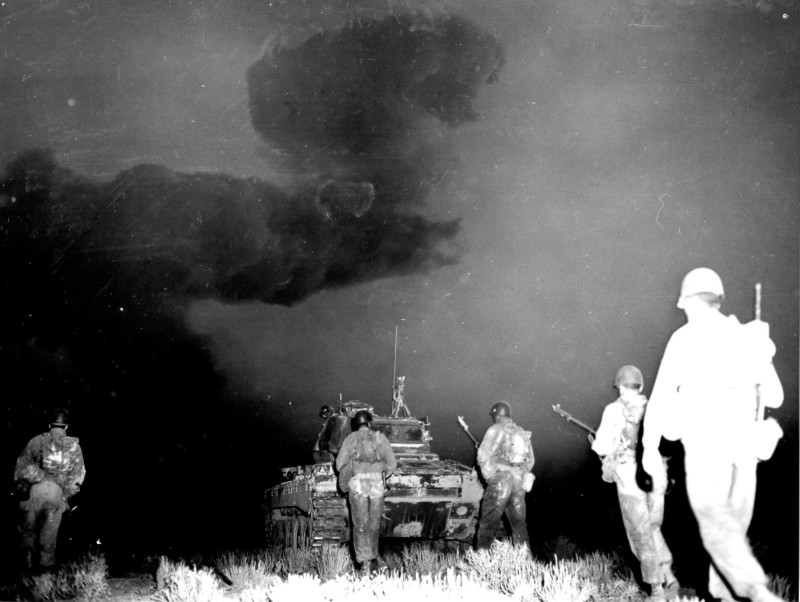
デザート・ロックIV演習で核爆発直後に攻撃前進行動に入った兵士たち。ガスマスクを携行しているが使っていない

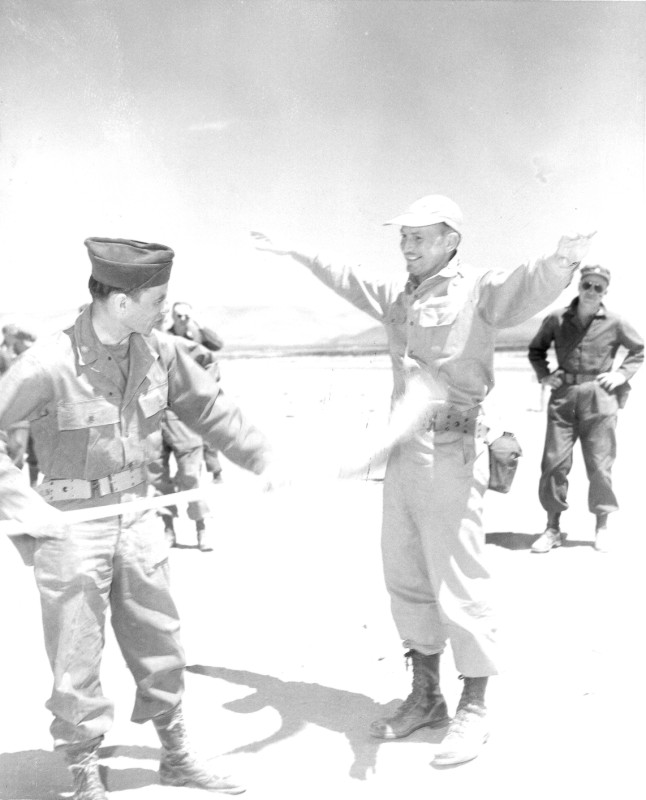
演習後に放射性降下物の除去作業をする兵士

タンブラー・スナッパー作戦（タンブラー・スナッパーさくせん、Operation Tumbler-Snapper）は、1952年の春にネバダ核実験場で行われたアメリカ合衆国の核実験である。本作戦はバスター・ジャングル作戦に続くもので、アイビー作戦に先駆けて実施された。また作戦では、核爆発直後の地域に於ける兵士の作戦行動可能性を検証するため、実験と合わせて”デザート・ロックIV”演習が実施された。
なお本作戦は、3回の実験を行ったタンブラー作戦と、5回の実験を行ったスナッパー作戦に分けられる。

## タンブラー作戦
タンブラー作戦では、過去に行われた核実験で発生した衝撃波が想定値と現実とで異なることの調査、及び核爆発に最適な高度を規定するために、3回の昼間空中投下が行われた。実験装置はMark 4の改造型である。
| 実験名               | 実施日 (米国PST)  | 実施場所               | 実施高度 | 実施方法                  | 核出力     |
| -------------------- | ----------------- | ---------------------- | -------- | ------------------------- | ---------- |
| エイブル (Able)      | 1952年4月1日9:00  | ネバダ核実験場 エリア5 | 241m     | B-50 爆撃機からの空中投下 | 1キロトン  |
| ベイカー (Baker)     | 1952年4月15日9:30 | ネバダ核実験場 エリア7 | 338m     | B-50 爆撃機からの空中投下 | 1キロトン  |
| チャーリー (Charlie) | 1952年4月22日9:30 | ネバダ核実験場 エリア7 | 1,050m   | B-50 爆撃機からの空中投下 | 31キロトン |

## スナッパー作戦
スナッパー作戦では、1回の昼間空中投下と4回の夜間塔上爆発が行われた。
| 実験名            | 実施日 (米国PST)  | 実施場所               | 実施高度 | 実施方法                  | 核出力     |
| ----------------- | ----------------- | ---------------------- | -------- | ------------------------- | ---------- |
| ドッグ (Dog)      | 1952年5月1日8:30  | ネバダ核実験場 エリア7 | 316m     | B-45 爆撃機からの空中投下 | 19キロトン |
| イージー (Easy)   | 1952年5月7日4:15  | ネバダ核実験場 エリア1 | 91m      | 塔上                      | 12キロトン |
| フォックス (Fox)  | 1952年5月25日4:00 | ネバダ核実験場 エリア4 | 91m      | 塔上                      | 11キロトン |
| ジョージ (George) | 1952年6月1日3:55  | ネバダ核実験場 エリア3 | 91m      | 塔上                      | 15キロトン |
| ハウ (How)        | 1952年6月5日3:55  | ネバダ核実験場 エリア2 | 91m      | 塔上                      | 14キロトン |